# Marovandrika
Marovandrika is een plaats en commune in het zuiden van Madagaskar, behorend tot het district Farafangana, dat gelegen is in de regio Atsimo-Atsinanana. Tijdens een volkstelling in 2001 telde de plaats 13.156 inwoners.
De plaats biedt naast lager onderwijs ook middelbaar onderwijs aan. 99,9 % van de bevolking werkt als landbouwer. De belangrijkste landbouwproducten zijn rijst en koffie; andere belangrijke producten zijn ananas en bananen. Verder is 0,1 % actief in de dienstensector.